# Saber Khelifa
Saber Khelifa (ar. صابر خليفة, ur. 14 października 1986 w Kabisie) – tunezyjski piłkarz grający na pozycji napastnika w Emirates Club.

## Kariera klubowa
Swoją karierę piłkarską Khelifa rozpoczął w klubie Stade Gabèsien. W 2005 zadebiutował w nim w drugiej lidze tunezyjskiej. Jeszcze w trakcie sezonu 2005/2006 odszedł do pierwszoligowego Espérance Tunis. W 2007 i 2008 zdobył z Espérance Puchar Tunezji. W 2008 odszedł do CS Hammam-Lif i spędził w nim półtora sezonu. W 2009 wrócił do Espérance. W 2010 i 2011 wywalczył z nim mistrzostwo Tunezji.
Latem 2011 Khelifa przeszedł do francuskiego Evian Thonon Gaillard. W Ligue 1 zadebiutował 14 sierpnia 2011 w wygranym 1:0 domowym meczu z OGC Nice.
9 sierpnia 2013 podpisał kontrakt z Olympique Marsylia. Francuski klub zapłacił za niego 2.5 mln euro. Następnie występował w klubach Club Africain Tunis i Al Kuwait Kaifan.
13 stycznia 2019 podpisał kontrakt z Emirates Club.
| Sezon   | Klub                  | Kraj    | Rozgrywki | Mecze | Bramki | Rozgrywki Europy   | Mecze | Bramki |
| ------- | --------------------- | ------- | --------- | ----- | ------ | ------------------ | ----- | ------ |
| 2005/06 | Stade Gabèsien        | Tunezja | T.Ligue 2 | 29    | 15     | -                  | -     | -      |
| 2005/06 | Espérance Tunis       | Tunezja | T.Ligue 1 | 2     | 0      | -                  | -     | -      |
| 2006/07 | Espérance Tunis       | Tunezja | T.Ligue 1 | 9     | 0      | -                  | -     | -      |
| 2007/08 | Espérance Tunis       | Tunezja | T.Ligue 1 | 13    | 1      | -                  | -     | -      |
| 2008/09 | CS Hammam-Lif         | Tunezja | T.Ligue 1 | 32    | 20     | -                  | -     | -      |
| 2009/10 | Espérance Tunis       | Tunezja | T.Ligue 1 | 3     | 0      | -                  | -     | -      |
| 2010/11 | Espérance Tunis       | Tunezja | T.Ligue 1 | 10    | 1      | -                  | -     | -      |
| 2011/12 | Evian Thonon Gaillard | Francja | Ligue 1   | 31    | 4      | -                  | -     | -      |
| 2012/13 | Evian Thonon Gaillard | Francja | Ligue 1   | 25    | 13     | -                  | -     | -      |
| 2013/14 | Olympique Marsylia    | Francja | Ligue 1   | 0     | 0      | Liga Mistrzów UEFA | -     | -      |

Stan na: 9 sierpnia 2013 r.

## Kariera reprezentacyjna
W reprezentacji Tunezji Khelifa zadebiutował 17 listopada 2010 w przegranym meczu eliminacji do Pucharu Narodów Afryki 2012 z Botswaną. W 2012 został powołany do kadry na Puchar Narodów Afryki 2012.